# Liutauras Barila
Liutauras Barila (* 10. Februar 1974 in Vilnius) ist ein früherer litauischer Biathlet. Er startete zwischen 1995 und 2002 bei acht Olympischen Winterspielen und Biathlon-Weltmeisterschaften.
Liutauras Barila arbeitet als Polizist und lebt in Vilnius. Seit 1990 betrieb er Biathlon. Sein Debüt im Biathlon-Weltcup gab er 1993 bei einem Sprintrennen in Lillehammer, das er als 106. beendete. Beim folgenden Rennen in Östersund kam er als 93. erstmals auf einen zweistelligen Platz. Es dauerte zwei Jahre, bis der Litauer in Antholz erstmals an Biathlon-Weltmeisterschaften 1995 teilnahm. Im Sprint wurde er 80., mit der Staffel kam er auf Rang 21. In den nächsten Saisonen trat er regelmäßig bei Weltcuprennen an und platzierte sich meist im Bereich der Ränge zwischen 50 und 90. Mehrfach konnte er bessere Platzierungen erreichen. Die ersten Olympischen Winterspiele des Athleten fanden 1998 in Nagano statt. Er wurde 43. im Einzel und 59. im Sprint. Da der Sprint zu dieser Zeit noch nicht olympisch war, wurde er anschließend als WM-Rennen ausgetragen, in dem der Litauer 27. wurde. Barilas bestes Weltcup-Ergebnis war kurz darauf ein 14. Rang, den er 1998 bei einem Sprintrennen in Pokljuka erreichte. Dabei konnte er Athleten wie Frode Andresen, Frank Luck, Raphaël Poirée oder Tomasz Sikora hinter sich lassen. Im Sommer des Jahres trat er bei den Sommerbiathlon-Weltmeisterschaften in Osrblie an. Dort wurde er 12. im Sprint und 39. in der Verfolgung. Die besten Weltmeisterschaften lief Barila 1999 in Kontiolahti. Im Sprint erreichte er erneut einen 27. Platz, in der Verfolgung fiel er dann noch auf Platz 48 zurück. Zum Karriereende wurden die Olympischen Winterspiele 2002. Im Einzel konnte Barila 62. werden, im Sprint 82.

## Biathlon-Weltcup-Platzierungen
Die Tabelle zeigt alle Platzierungen (je nach Austragungsjahr einschließlich Olympische Spiele und Weltmeisterschaften).
- 1.–3. Platz: Anzahl der Podiumsplatzierungen
- Top 10: Anzahl der Platzierungen unter den ersten zehn (einschließlich Podium)
- Punkteränge: Anzahl der Platzierungen innerhalb der Punkteränge (einschließlich Podium und Top 10)
- Starts: Anzahl gelaufener Rennen in der jeweiligen Disziplin

| Platzierung | Einzel | Sprint | Verfolgung | Massenstart | Staffel | Gesamt |
| ----------- | ------ | ------ | ---------- | ----------- | ------- | ------ |
| 1. Platz    |        |        |            |             |         |        |
| 2. Platz    |        |        |            |             |         |        |
| 3. Platz    |        |        |            |             |         |        |
| Top 10      |        |        |            |             |         |        |
| Punkteränge |        | 1      |            |             | 1       | 2      |
| Starts      | 28     | 53     | 6          |             | 1       | 88     |